# Vienna Development Method
Vienna Development Method (VDM) ist eine Methode zur Entwicklung von Computer-Programmen, die auf formalen Spezifikationen mit Hilfe der VDM-eigenen Spezifikationssprache Vienna Definition Language basiert. Es gibt eine objektorientierte Erweiterung, VDM++.